# Goran Marković
Pour les articles homonymes, voir Marković.
Goran Marković (en serbe en écriture cyrillique : Горан Марковић) est un réalisateur, metteur en scène, dramaturge, acteur et écrivain serbe né le 24 août 1946 à Belgrade. Il a réalisé environ cinquante documentaires et treize films, a mis en scène trois pièces de théâtre et a écrit trois livres. Il est le fils de l'actrice Olivera Marković.

## Filmographie sélective

### Comme réalisateur

#### Films de fiction
- 1977 : Éducation spéciale (Specijalno vaspitanje)
- 1979 : Classe nationale (Nacionalna klasa)
- 1980 : Maîtres, maîtres (Majstori, majstori!)
- 1982 : Variola vera
- 1985 : Taiwan Canasta (Tajvanska kanasta)
- 1987 : Déjà vu (Vec vidjeno)
- 1989 : Point de rencontre (Sabirni centar)
- 1992 : Tito et moi (Tito i ja)
- 1995 : Tragédie burlesque (Urnebesna tragedija)
- 2002 : Kordon (sr)
- 2008 : Turneja
- 2013 : Falsifikator (sr)
- 2019 : Delirium tremens (sr)

#### Documentaires
- 1970 : Bez názvu
- 1997 : Poludeli ljudi
- 1999 : Nevazni junaci
- 2001 : Serbie, année zéro

### Comme acteur
- 2015 : Soleil de plomb (Zvizdan) de Dalibor Matanić

## Récompenses
- Festival du film de Pula 1987 : Grande Arène d'or pour Déjà vu
- Festival du film de Pula 1989 : Grande Arène d'or pour Point de rencontre
- Festival international du film de Saint-Sébastien 1992 : Coquille d'argent du meilleur réalisateur pour Tito et moi (Tito i ja)